# Peripatopsis leonina
Peripatopsis leonina är en klomaskart som beskrevs av William Frederick Purcell 1899. Peripatopsis leonina ingår i släktet Peripatopsis och familjen Peripatopsidae. IUCN kategoriserar arten globalt som akut hotad. Inga underarter finns listade i Catalogue of Life.